# Lazarus A.D.
Lazarus A.D. war eine US-amerikanische Thrash-Metal-Band aus Kenosha, Wisconsin. Die Band wurde im Jahre 2005 als Lazarus gegründet und stand bei Metal Blade Records unter Vertrag. Die Diskografie der Band umfasst zwei Studioalben.

## Geschichte
Die Band gründete sich im Frühjahr 2005 unter dem Namen Lazarus. Die Buchstaben A.D. wurden später angehängt, um Rechtsstreitigkeiten zu vermeiden. Zu den Gründungsmitgliedern gehörten Sänger und Bassist Jeff Paulick und die Gitarristen Dan Gapen und Alex Lackner. Kurze Zeit später kam Schlagzeuger Ryan Shutler dazu. Nachdem die Band ihr erstes Konzert als Trio spielte komplettierte der Gitarrist Alex Lackner die Band. Nach einigen weiteren Konzerten veröffentlichten Lazarus A.D. im Jahre 2006 ein Demo mit drei Liedern. Im Sommer 2006 spielte die Band im Vorprogramm von Anthrax, bevor weitere Konzerten im Mittleren Westen der Vereinigten Staaten folgten. Im Januar 2007 begann die Band mit den Arbeiten an ihrem Debütalbum The Onslaught, welches von Chris Djuricic produziert wurde. Da kein Plattenlabel Interesse an einer Veröffentlichung zeigte, veröffentlichte die Band das Album in Eigenregie. Das Mastering übernahm James Murphy. Innerhalb kürzester Zeit wurden etwa 1.000 Exemplare verkauft. Im Frühjahr 2008 veröffentlichten Earache Records den Sampler Thrashing Like a Maniac, auf dem Lazarus A.D. mit dem Lied Last Breath vertreten war. Lazarus A.D. waren die einzige vertragslose Band auf dieser Kompilation.
Im Sommer 2008 unterschrieb die Band einen Vertrag bei Metal Blade Records. Das Album The Onslaught wurde von James Murphy erneut abgemischt und mit einem anderen Plattencover im Frühjahr 2009 weltweit wiederveröffentlicht. Das Album erhielt gute Kritiken und wurde vom deutschen Magazin Rock Hard auf eine Liste der 250 Thrash-Metal-Alben gesetzt, die man kennen sollte. Lazarus A.D. spielten ihre erste US-Tournee zusammen mit Goatwhore und Skeletonwitch im Vorprogramm von Amon Amarth. Es folgte eine weitere Tournee mit Unearth im Vorprogramm von Testament. Am 18. Oktober 2009 spielte die Band beim Loud Park Festival ihr erstes Konzert in Japan. Das zweite Studioalbum Black River Flows wurde im Juli und August 2010 mit dem Produzenten Chris Wisco aufgenommen. Das Abmischen und mastern übernahm erneut James Murphy. Die Veröffentlichung des Albums erfolgte am 28. Januar 2011. Nach der Veröffentlichung spielten Lazarus A.D. eine US-Tournee mit Death Angel und Bonded by Blood. Im Mai 2015 verstarb Schlagzeuger Ryan Shutler. Kurze Zeit später löste sich die Band auf.

## Musikstil
Der musikalische Stil von Lazarus A.D. wurde in der Regel als Thrash Metal, gelegentlich als Groove Metal bezeichnet. Zu den größten musikalischen Einflüssen zählen die Musiker Metallica, Testament und Pantera. Kleinere Einflüsse stammen von Bands wie Slayer, Exodus oder Megadeth. Das Tempo ist in der Regel hoch und wird von langsameren Parts unterbrochen. In seinen Texten behandelt Sänger Jeff Paulick persönliche Erlebnisse.

## Diskografie
- 2006: Demo 2006
- 2007: The Onslaught
- 2011: Black Rivers Flow